# 马库斯·邓蒙
马库斯·爱德华·邓蒙（1990年3月20日—）為美國男子籃球運動員，出生於美國密蘇里州堪薩斯城，2007年進入密苏里大学就讀，2011年代表美國參加世大運男籃賽，在2012年NBA选秀第二輪獲得圣安东尼奥马刺青睞，2016年曾效力全国男子篮球联赛湖南勇胜，2018年8月中国男子篮球职业联赛浙江金牛宣布與邓蒙簽約。同年12月邓蒙因肌肉拉傷被阿奇·古德溫頂替，古德温出賽三場又被邓蒙頂替。邓蒙2018-19賽季出賽34場，場均可挹注33.6分、7.1籃板、6.2助攻、1.9抄截，浙江金牛於2019年7月宣布與邓蒙續約。2019-20賽季邓蒙留下場均28.4分、5.1籃板、6.5助攻的表現，2020年9月上海大鯊魚宣布邓蒙加盟球隊。邓蒙代表上海大鯊魚出賽43場，場均貢獻17.7分、3.4籃板、3.7助攻、1.1抄截。2023年7月全国男子篮球联赛安徽文一宣布簽下賽季第四位外籍球員邓蒙。2023年12月邓蒙重返托法斯

## 外部連結
- 马库斯·邓蒙在fiba.basketball（英语）
- 马库斯·邓蒙在義大利籃球聯賽（意大利语）
- 马库斯·邓蒙在土耳其籃球超級聯賽（英语）
- 马库斯·邓蒙在Basketball-Reference.com（NBA）（英语）
- 马库斯·邓蒙在Basketball-Reference.com（國際）（英语）
- 马库斯·邓蒙在Sports-Reference.com（NCAA）（英语）
- 马库斯·邓蒙在Eurobasket.com（球員）（英语）
- 马库斯·邓蒙在RealGM（英语）
- 马库斯·邓蒙在Proballers（英语）
- 马库斯·邓蒙在中国篮球数据库（新浪网）